# 珠海公交18路线
珠海公交18路线，是中国广东省珠海市内一条公共汽车路线，往来华发新城总站及神前總站。

## 歷史
- 18路线于2006年11月23日由原珠海市公共汽车公司上冲分公司开通，线路走向为“华发新城—中大五院”。时值用车紧缺，全线采用扬子YZL6730C型中巴，实施无人售票，收费普通车人民币1.5元；空调车人民币2.5元。[3][4]途经翠景工业区、凤山工业城、世邦家居世界、三台石北、红山路南、金桦花园、城市广场、大镜山、华子石等地。“华发新城”站位于寿丰路前山滨河公园旁。
- 2008年1月，本线路配车更换为广客GZK6100AD型、常州长江CJ6100G1C3H型大巴行走。
- 2008年8月29日，“华发新城”站更名为“华发新城总站”，位置不变；同时双向增加停靠“奥特美会所”站。[5]
- 2010年3月，该线路全线更换为郑州宇通ZK6108HGB型空调及非空调巴士。
- 2010年12月，该线路空调车更换为珠海广通GTQ6107N4GJ5型LNG空调巴士。
- 2011年6月28日，珠海公交对旗下所有巴士线路票价进行调整，该线路空调车票价调整为人民币2元，普通车票价维持不变。
- 2012年11月6日，因明珠路修缮后的交通组织发生变化，本线路双向在“翠景工业区”和“明珠商业广场”之间增停“明珠中”站，在“漾湖明居”与“前山桥东”之间增加停靠“城轨前山站”；往“中大五院”方向增加停靠“北山”站及“华发新城”外站。[6]
- 2012年12月，该线路普通车全部更换为郑州宇通ZK6100HGM型及重庆恒通CKZ6116HN3型LNG空调巴士，同时加密一台珠海广通GTQ6107N4GJ5型LNG空调巴士运行，并取消该线路原有的“普通车”班次。
- 2012年12月31日，本线路往华发新城总站方向取消停靠“前山总站”（原“前山桥东”站）；往中大五院方向经停“前山总站”路边站不变。
- 2014年2月5日，受珠海有轨电车1号线工程施工及梅华路实行部分路段全封闭的交通管制影响，本线路往“中大五院”方向经“名街花园”站后，改经银桦路—紫荆路—沿河路—海虹路—梅华路行驶，取消“城市广场”、“大镜山”、“党校”、“梅华东”、“华子石西”及“华子石东”站，增停“农信大厦”、“888街”、“香洲总站”、“紫荆园”、“为农市场”、“燃气集团”及“北堤”站；往“华发新城总站”方向由“中大五院”发车后，改经海虹路—沿河路—紫荆路—银桦路行驶，接回“名街花园”站，取消“华子石东”、“华子石西”、“梅华东”、“党校”、“大镜山”及“城市广场”站，增停“海虹路”、“北堤”、“燃气集团”、“为农市场”、“紫荆园”、“香洲总站”、“888街”及“农信大厦”站。[7]
- 2014年3月15日，为方便市民出行，本线路增投两台珠海广通GTQ6107N4GJ5型LNG空调巴士，高峰期增加运营班次，班次间隔由13.8分钟缩短至11.6分钟。
- 2014年10月1日，因梅华路恢复通车，同时减少线路重复率，本线路往“中大五院”方向经“名街花园”站后，改经银桦路—紫荆路—梅华路行驶至终点站“中大五院”；恢复停靠“梅华东”、“华子石西”、“华子石东”站，增停“农信大厦”、“888街”、“香洲总站”、“紫荆园”站；取消停靠“城市广场”、“大境山”、“党校”、“为农市场”、“燃气集团”、“北堤”、“海虹路”站，返程同途。
- 2015年7月18日，本線路原終點站“中大五院”延伸至“神前总站”，往“神前总站”方向，经华子石东站后，行驶梅华东路、港湾大道、神前路至“神前总站”。双向增停中大五院（梅华路上港湾候车亭）、水拥坑（海天公园）、契爷岭、美丽湾（僅往“华发新城总站”方向单边停靠）；不再在原中大五院门口花坛处停靠上下客。返程同途。[8]同日起本線路全線更換爲GTQ6105BEVB2型純電動巴士，轉由香洲分公司運營。

## 外部連結
- 珠海市公共汽车线路信息表
- 珠海市交通运输局